# 위키드 (텔레비전 프로그램)
《위키드》는 대한민국의 케이블 방송 Mnet의 어린이 동요 오디션 프로그램이다. 예선 오디션을 거쳐 최종 본선이 이루어지며, 우승자에게는 음반 발매 및 교육부 장관상까지 주어지고, 창작지원금과 창작음반 발매까지 지원한다고 한다. "위키드"라는 뜻은, '우리 모두 아이처럼 노래하라(WE sing like a KID)'의 준말로, 스타와 작곡가, 어린이 가창자가 한 팀이 돼 동요 컬래버레이션 무대를 선보이는 전국민 동심 저격 뮤직쇼라고 한다.

## 참가

### 박보영팀
| 이름   | 소속사           |
| ------ | ---------------- |
| 설가은 |                  |
| 윤예담 |                  |
| 오연준 | Huks             |
| 송유진 | 쇼플레이, 前킹덤 |
| 문혜성 |                  |
| 임하람 | DIA              |

### 유연석팀
| 이름   | 소속사          |
| ------ | --------------- |
| 최예나 |                 |
| 홍의현 |                 |
| 이하랑 |                 |
| 최명빈 | 프레인TPC, 前GH |
| 박예음 |                 |
| 곽이안 |                 |

### 타이거JK팀
| 이름   | 소속사   |
| ------ | -------- |
| 김하민 |          |
| 우시연 |          |
| 조이현 | 피네이션 |
| 홍순창 |          |
| 박소윤 |          |
| 이윤서 |          |

## 영향력
《위키드》가 첫방송을 하자마자 어른과 어린이 모두 시청률 고공행진으로 기록하면서, 2회 기준으로 2.3%, 최고 3.6% 기록하면서 3%의 벽을 넘었다.

이로써 위키드가 MBC 창작동요제에 이은 색깔있는 동심의 프로그램으로 자리잡고 있으며, 또 하나의 명맥 프로그램이 될지 주목되고 있다. 또한 1회성으로 끝난 대교어린이TV 음악콩쿠르와 어린이 합창단만으로 경연을 하는 대교어린이TV 코러스코리아를 뛰어넘는 최고의 어린이 음악 경연대회이다.

## 같이 보기
- K팝 스타

- 보이스 코리아

- 슈퍼스타 차이나

- MBC 창작동요제

- KBS 창작동요대회

- KBS 초록동요제

- 누가누가 잘하나